# 御薗常心
御薗 常心（みその じょうしん）は室町時代から江戸時代にかけての打鍼師。

## 概要
『地下家伝』では弘治3年（1557年）8月17日に生まれて元和2年（1617年）11月2日に死去したとある一方、没年齢は74歳であるとも記されている。
摂津国の住人であったが、上洛して細川忠興の後援によって楠の木槌を手に入れ、法印流鍼術家の父・御薗夢分斎に打鍼術を学んだという。その後は正親町天皇や後陽成天皇の御典医となり官鍼博士に任じられた。著書には『医家珍宝』、『鍼灸秘穴』、『鍼灸全論』、『神華秘伝』かある。
弟子には奥田九郎右衛門がおり、『地下家伝』では「精于鍼術（鍼術に精通しており）」であり「本朝打鍼之祖（日本の打鍼の祖）」と記されている。そして、「以鍼術伝当家子孫至于今朝（鍼術によって御薗氏は現在まで続いた）」といる。